# Jamie Maclachlan
Jamie Maclachlan es un actor inglés, conocido por haber interpretado a Roger Bannister en la película Four Minutes.

## Carrera
En 2004 interpretó a Joe Brackley de joven en la serie Waking the Dead. En 2005 se unió al elenco principal de la película Four Minutes, donde dio vida al atleta británico Roger Bannister.
En 2012 apareció como invitado en el episodio "Caged" de la serie Wolfblood, donde interpretó al cazador Kyle Weathers. Ese mismo año apareció en el documental para la televisión Dark Matters: Twisted But True, durante el episodio "Amnesiac, Party Poopers, Risky Radiatio" interpretó a Henry Molaison, mientras que en el episodio "Postively Poisonous, Beauty and Brains, Medusa's Heroin" dio vida al teólogo alemán Klaus Berger. En 2014 obtuvo un pequeño papel en la película Maleficent, donde interpretó a un soldado. Ese mismo año se unió al elenco de la película Gunpowder 5/11: The Greatest Terror Plot, donde interpretó a Guy Fawkes, uno de los conspiradores ingleses de la pólvora. En 2015 apareció como invitado en la serie médica Doctors, donde dio vida al detective inspector de la policía Steve Larkin hasta 2016. El 9 de julio del mismo año, apareció en la exitosa serie británica EastEnders, donde interpretó al sargento mayor Adam Wallace hasta el 4 de septiembre de 2015. En 2016 se unió al elenco recurrente de la segunda temporada de la serie X Company, donde interpretó al soldado británico George Stirling hasta el final de la temporada ese mismo año.

## Filmografía[1]

### Series de televisión
| Año         | Título                         | Personaje                     | Notas                             |
| ----------- | ------------------------------ | ----------------------------- | --------------------------------- |
| 2016        | X Company                      | George Stirling               | 4 episodios                       |
| 2016        | New Blood                      | Policía                       | episodio # 1.5                    |
| 2015 - 2016 | Doctors                        | Det. Insp. Steve Larkin       | 4 episodios                       |
| 2015        | EastEnders                     | Sgt. Adam Wallace             | 4 episodios                       |
| 2015        | Indian Summers                 | Capt. Billy Farquhar          | episodio # 1.6 - miniserie        |
| 2015        | Casualty                       | Chris Clark                   | episodio "Front Line"             |
| 2013 - 2014 | River City                     | Dr. Joe Dearnon               | 3 episodios                       |
| 2013        | Dates                          | Christopher                   | episodio "Erica & Kate"           |
| 2012        | Wolfblood                      | Kyle Weathers                 | episodio "Caged"                  |
| 2012        | Dark Matters: Twisted But True | Henry Molaison / Klaus Berger | 2 episodios - documental          |
| 2011        | Mad Dogs                       | Drogadicto Corriendo          | episodio # 1.2                    |
| 2009        | Shirasu Jirô                   | Sumner                        | episodio "1945-nen no kurisumasu" |
| 2007        | The Friday Night Project       | Richard Wad                   | episodio # 5.7                    |
| 2006        | The Bill                       | Jamie Krebbs                  | episodio "452"                    |
| 2006        | Surviving Disaster             | Dave Wheeler                  | episodio "Fastnet Yacht Race"     |
| 2004        | Waking the Dead                | Joe Brackley (de joven)       | 2 episodios                       |

### Películas
| Año  | Título                                   | Personaje        | Notas |
| ---- | ---------------------------------------- | ---------------- | --- |
| 2018 | Outlaw King                              | Roger De Mowbray | junto a Chris Pine, Aaron Johnson, Florence Pugh, Tony Curran, Stephen Dillane, Billy Howle y Callan Mulvey |
| 2014 | Gunpowder 5/11: The Greatest Terror Plot | Guy Fawkes       | junto a Jamie Thomas King, Joseph Kennedy, Charles Aitken, Ken Drury y Adam James                           |
| 2014 | Maleficent                               | Soldado          | junto a Angelina Jolie, Elle Fanning, Sharlto Copley, Hannah New, Sam Riley y Imelda Staunton               |
| 2005 | Four Minutes                             | Roger Bannister  | junto a Christopher Plummer, Shaun Smyth, Amy Rutherford, Drew Carnwath y Grahame Wood                      |

### Teatro
| Año  | Obra                          | Personaje | Director              | Teatro                | Notas                                                             |
| ---- | ----------------------------- | --------- | --------------------- | --------------------- | ----------------------------------------------------------------- |
| 2010 | Billy Fiske King of Speed     | Clyde     | Richard Morrison      | Alexandra Theatre     | junto a Henry Luxemburg y Lucie Howard                            |
| 2009 | Whispering Happiness          | Pirsg     | Hannah Tyrrell-Pinder | Tristan Bates Theatre | junto a Richard James-Neale, Jim Sturgeon y Henry Maynard         |
| 2009 | Macbeth                       | Macbeth   | TheFaction            | Tabard Theatre        | junto a Geoff Breton, Dewi Evans, Gareth Fordred y Mark Leipacher |
| 2009 | Fuchsia                       | Hunter    | -                     | -                     | junto a James Carlton, Gary Amers, Jacqueline Pearce y Moya Brady |
| 2008 | Unidentified Baggage          | Hombre    | John Brant            | -                     | -                                                                 |
| 2007 | Coriolanus                    | Menenius  | Mark Leipacher        | Brockley Jack         | junto a Gethin Anthony, Geoff Breton, Cary Crankson y Terry Grant |
| 2006 | The Water Is No Place To Play | -         | Allison Jenson        | Theatre 503           | -                                                                 |
| 2004 | Twelfth Night                 | Sebastian | Joyce Branagh         | Holland Park Theatre  | -                                                                 |
| 2004 | Much Ado About Nothing        | Claudio   | R.J. Williamson       | -                     | junto a Carly Hillman, Robert Williamson y Penny Woodman          |
| 2004 | Macbeth                       | Malcolm   | -                     | -                     | -                                                                 |
| 2003 | Halder                        | Bueno     | -                     | -                     | -                                                                 |